# One Museum Park West
One Museum Park West est un gratte-ciel situé à Chicago (Illinois, États-Unis), dont la construction s'est achevée en 2010. 
Il est le quarante-sixième plus haut gratte-ciel de Chicago. L'immeuble mesure 181 mètres et possède 54 étages. Ce gratte-ciel est la phase 2 du projet qui inclut le One Museum Park.
L'immeuble fut dessinée par la firme d'architecte Pappageorge/Haymes, Ltd.